# Stenomordellariodes
Stenomordellariodes là một chi bọ cánh cứng trong họ Mordellidae.
Chi này được miêu tả khoa học năm 1954 bởi Ermisch.

## Các loài
Chi này gồm các loài:
- Stenomordellariodes fasciata Ermisch, 1968
- Stenomordellariodes quadrimaculata Ermisch, 1954